# Того, хто йде, важко спинити

"Того, хто йде, важко спинити" - літературно - художне видання Сергія Мартинюка (Світогора Лелеко), що було побачило світ в Видавничому Центрі "Просвіта" 2020 року.
Цією книгою письменник Сергій Мартинюк (Світогор Лелеко) започатковує новий літературний проект "Напиши спогади".
Видання здійснене завдяки сприянню Олександра Сопівника. Редактор видання - Іван Ющук. Макетування і верстка Михайло Сопівник. Набір Георгій Лук'янчук, Світлана Злочевська.

## Структура книги
Книга налічує сім розділів і восьмий - Світлини з сімейного архіву.
- Узори Української долі.
- Коріння Роду, або нашого насіння ніхто не викоренить.
- Босоноге дитинство, або вір у себе.
- Мої університети.
- "Я вірю і сподіваюся" (стаття в "Слові Просвіти")
- З вірою в щасливу долю України, або зерна доброти.
- Заключне слово, або Пишаюся, що я Українець.

## Обкладинка
На оформленні обкладинки використано гравюру художника Василя Лопати. На зворотній стороні обкладинки: малюнок лелеки, який правою ногою тримає колесо, лівою ногою стоїть на дубовій гілці, а голова з піднятим напіврозкритим дзьобом вгору в обрамлені сонця закликає до гідності і свободи. Зліва від лелеки червоний знак безкінечності життя і смерті. Кольори: тулуб Лелеки чорний колір, дубова гілка, ноги і дзьоб лелеки, колесо і сонце червоний колір. Це особистий знак-талісман письменника Сергія Мартинюка (Світогора Лелеко). Внизу цитата написана почерком Сергія Мартинюка: "Літопис любить тих, хто його творить, а не тільки вивчає.Творімо новітній літопис України!"

## Опис книги і історія створення
З анотації до книги: "Кожна людська доля в сьогоденні вписана в Український сучасний літопис. Є доля героїчна, і є трагічна. Та чи знаємо ми, сучасники ці різні долі своїх дідів і батьків? Щось знаємо, а щось не хочемо знати. А треба знати, бо у кожної людини є батьківська земля, де вона вперше побачила світ і куди може повернутися в хвилини радості, і в час невдач. Книга Сергія Мартинюка "Того, хто йде - важко спинити" розкриває долю, життя і головну рису міцності характеру українців. Це нескореність і віра в себе. Де б не був, ким би не був - політиком чи водієм, науковцем чи вчителем, артистом чи вантажником - завжди Україна була в серці. Нас можна завоювати, але підкорити - ніколи. Такими ми були, є, і такими будемо. Друзі, приєднуйтесь до проекту "Напиши спогади". Літопис любить тих, хто його творить, а не тільки вивчає. Творімо новітній літопис України разом. Ми маємо бути Ми!"
В книзі автор поєднує долі двох молодих хлопців з різних куточків України. Віктора Поліщука уродженця села Жеребково, Ананьївського району, Одеської області і Павла Сопівника уродженця села Блищанка, Заліщицького району, Тернопольської області. Віктор Поліщук і Михайло Сопівник однолітки і дитинство припало на повоєний час. Час розрухи і голодомору, приниження селян і закріпачення їх по селах. Діти сироти, без прав і надії на майбутне. Але вони вижили, вивчились і відновили Незалежність України. В заключному слові головний герой спогадів Михайло Сопівник говорить пророчі слова: "Шановний читачу цих спогадів. Хочу підкреслити, що така доля була в майже всього мого покоління - дітей війни. І попри все, ми виросли, вистояли при всіх негараздах. Та головне відбулися як люди і здобули Незалежність нашої неньки України. Слава Україні!"
Історія написання проста. У нас вкрай мало мемуарної літератури. Тому і зародилась ідея написання цих спогадів.

## Вихідні дані
Книга Сергія Мартинюка "Того, хто йде, важко спинити" - Київ, Видавничий Центр "Просвіта", 2020, 94 с., ISBN 978-617-7201-85-3

## Презентація книги
Офіційної презентації книги "Того, хто йде, важко спинити" в зв'язку з епідемією коронавірусу не було. Презентація запланована на весну 2022 року.